# 县 (西班牙)

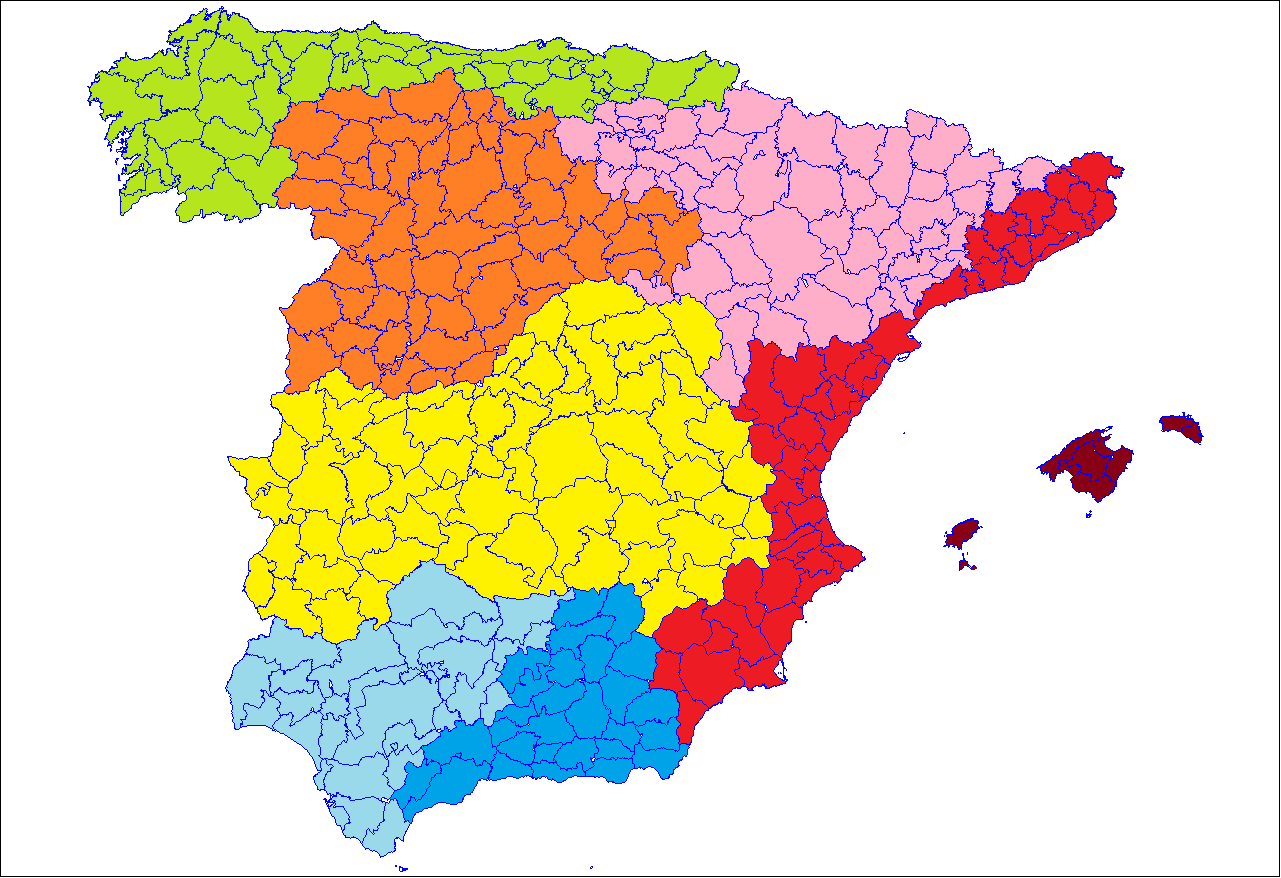
西班牙诸县地图

县（發音：[koˈmaɾka] ⓘ），是西班牙部分自治区（comunidad autónoma）下的一种行政区划单位名称，位于省之下。在加泰罗尼亚地区，县有着明确的法律地位，并设有县委员会等权力机构；在另一些地区，县则为非正式区划。